# Krüssau
Krüssau là một đô thị thuộc huyện Jerichower Land, bang Sachsen-Anhalt, Đức. Đô thị Krüssau có diện tích 21,59 km², dân số thời điểm ngày 31 tháng 12 năm 2006 là 253 người.